# Kenta Togawa
Kenta Togawa (japanisch 戸川 健太 Togawa Kenta; * 23. Juni 1981 in der Präfektur Tokio) ist ein ehemaliger japanischer Fußballspieler.

## Karriere
Togawa erlernte das Fußballspielen in der Jugendmannschaft von Verdy Kawasaki (heute: Tokyo Verdy) und der Universitätsmannschaft der Meiji-Universität. Seinen ersten Vertrag unterschrieb er 2003 bei den Tokyo Verdy. Der Verein spielte in der höchsten Liga des Landes, der J1 League. 2004 gewann er mit dem Verein den Kaiserpokal. Am Ende der Saison 2005 stieg der Verein in die J2 League ab. Für den Verein absolvierte er 97 Ligaspiele. 2008 wechselte er zum Ligakonkurrenten Yokohama FC. Für den Verein absolvierte er 52 Ligaspiele. 2011 wechselte er zum Ligakonkurrenten Gainare Tottori. Am Ende der Saison 2013 stieg der Verein in die J3 League ab. Für den Verein absolvierte er 103 Ligaspiele. 2015 wechselte er zum Ligakonkurrenten Fukushima United FC. Für den Verein absolvierte er 29 Ligaspiele. Ende 2016 beendete er seine Karriere als Fußballspieler.

## Erfolge
Tokyo Verdy
- Kaiserpokal

Sieger: 2004